# Gora Bazal'tovaja
Gora Bazal'tovaja är ett berg i Antarktis. Det ligger i Östantarktis. Australien gör anspråk på området. Toppen på Gora Bazal'tovaja är 1 900 meter över havet.
Terrängen runt Gora Bazal'tovaja är huvudsakligen platt, men söderut är den kuperad.  Trakten är obefolkad. Det finns inga samhällen i närheten. 